# Tetramorium brevispinosum
Tetramorium brevispinosum är en myrart som först beskrevs av Hermann Stitz 1910.  Tetramorium brevispinosum ingår i släktet Tetramorium och familjen myror. Inga underarter finns listade i Catalogue of Life.

## Bildgalleri

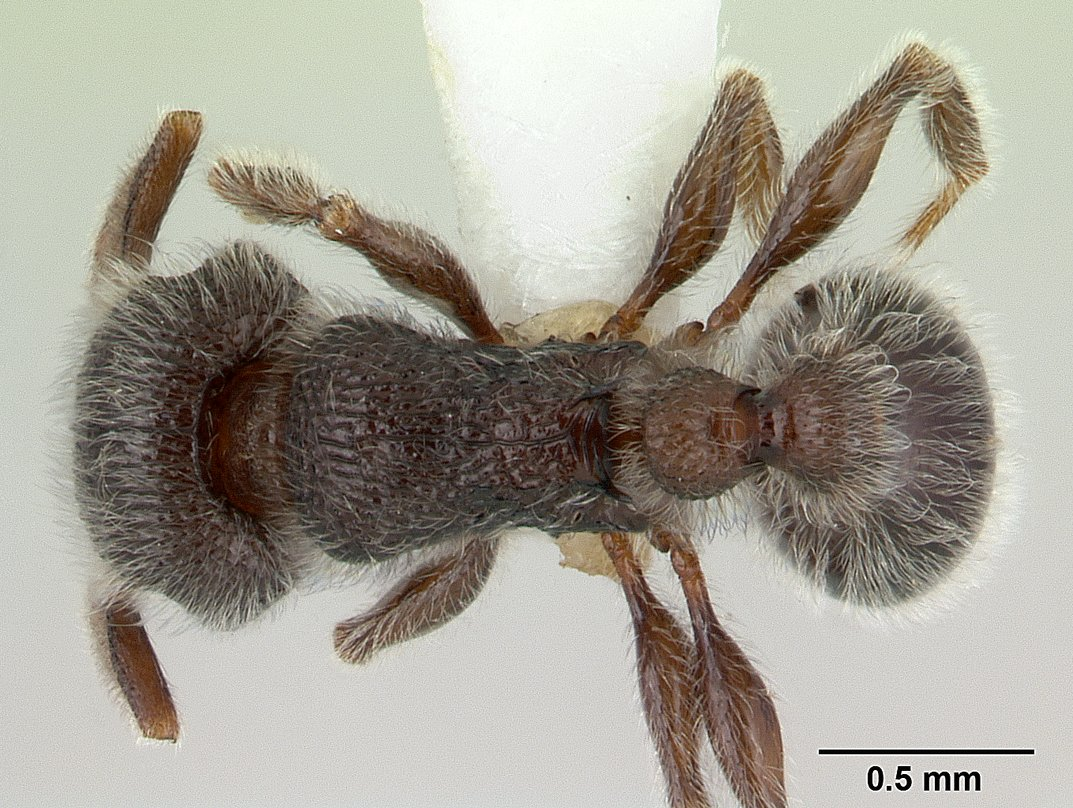
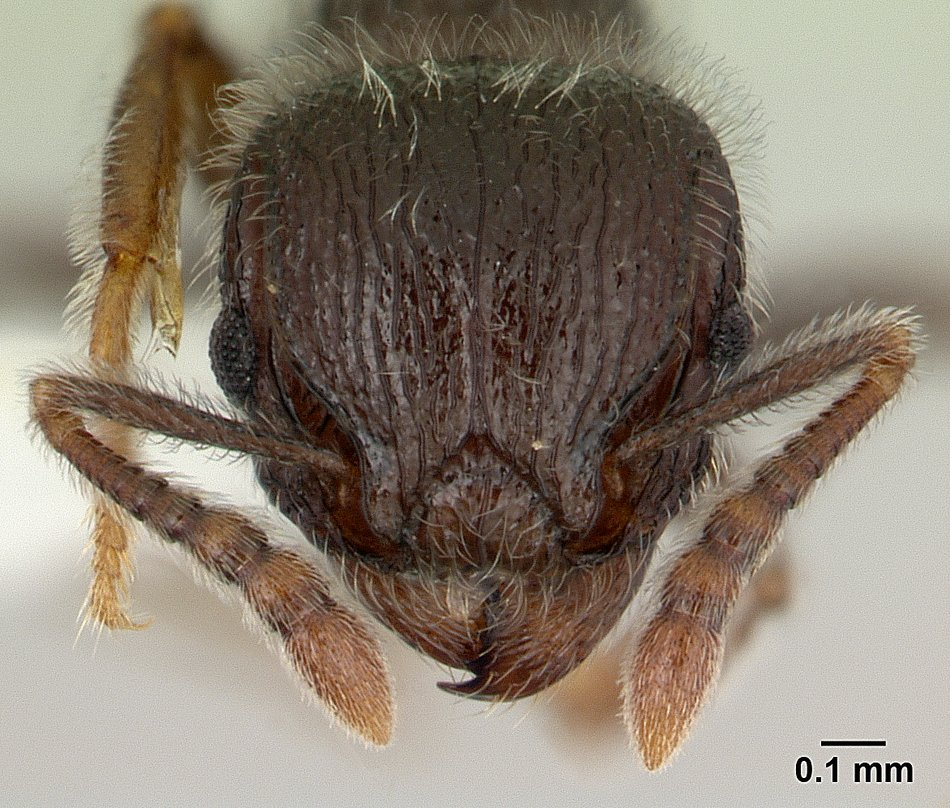
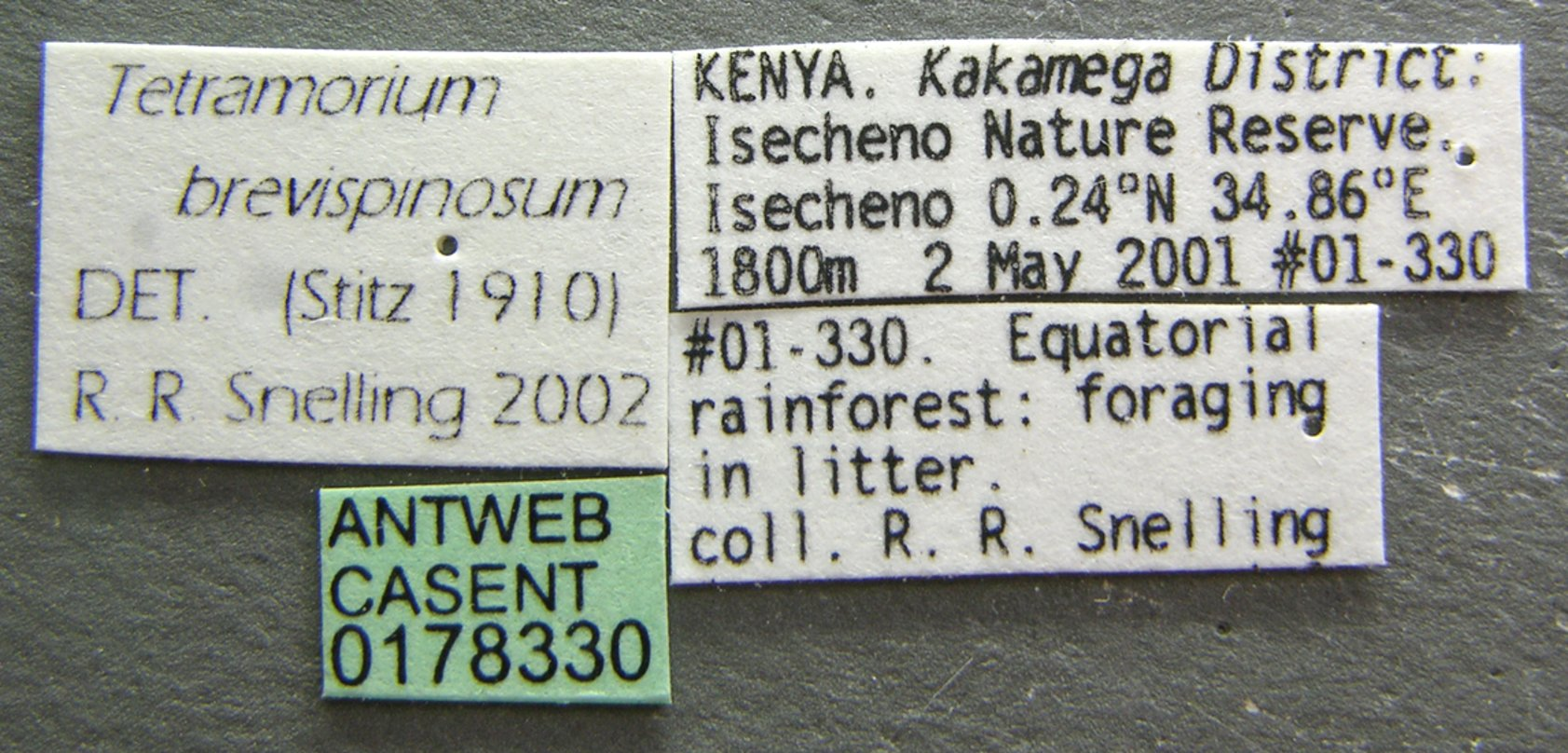
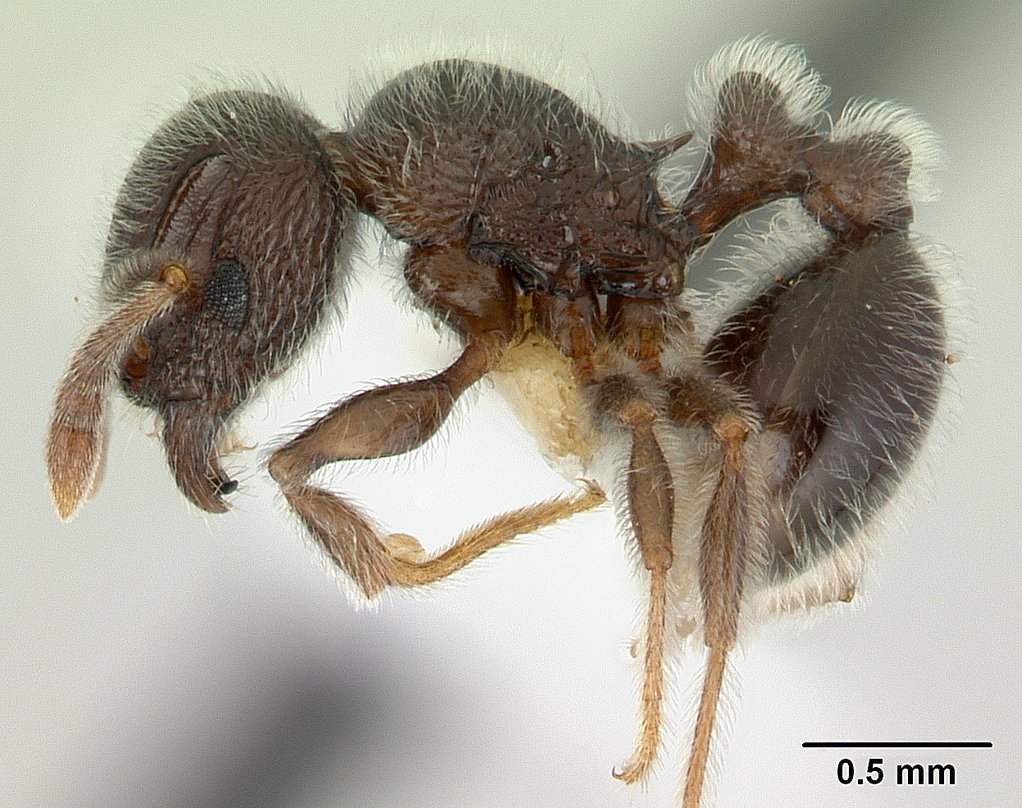